# Festivali i Këngës
Il Festivali i Këngës ("Festival della canzone" in albanese), spesso abbreviato in FiK o Fest, è un festival musicale albanese nato nel 1962 e che dal 2003 sceglie il rappresentante della nazione all'Eurovision Song Contest.
È uno dei festival musicali più antichi d'Europa, secondo solo al Festival di Sanremo tra quelli che coinvolgono un'orchestra dal vivo durante le esibizioni musicali, e viene trasmesso sui canali principali di Radio Televizioni Shqiptar (RTSH) e Radio Televizioni i Kosovës (RTK), in Eurovisione, su MRT2 (canale della macedone MRT) e online. Inoltre, insieme al Festival di Sanremo italiano, è l'unico festival musicale che funge da selezione nazionale per l'Eurovision Song Contest a prevedere la presenza di un'orchestra dal vivo.
Si tiene normalmente la penultima o ultima settimana di dicembre presso il Palazzo dei Congressi della capitale albanese, Tirana.

## Storia
Gli albanesi, ispirati dal vicino Festival di Sanremo, decisero di organizzare un festival musicale e la sua prima edizione si è tenuta il 21 dicembre 1962 presso l'Accademia delle Arti di Tirana, ed è stata suddivisa in una semifinale e una finale. La prima vincitrice in assoluto è stata la cantante albanese Vaçe Zela con Fëmija i parë.
Le prime edizioni del FiK hanno particolarmente risentito del regime comunista attivo in quegli anni in Albania e protagonista incontrastata in queste edizioni è rimasta la musica leggera.
Nel 1972 Enver Hoxha, dittatore dell'Albania dal 1944 al 1985, ha accusato gli organizzatori del festival di diffondere "ideali immorali" e di "corrompere i giovani", etichettandoli come nemici del popolo: il regime comunista perciò ha imposto diversi freni, tra cui i vestiti che i concorrenti potevano indossare, i temi che le canzoni potevano trattare e i movimenti consentiti sul palco.
Dopo l'undicesima edizione le canzoni sono state sottoposte ad una rigida censura, che ha ridotto la libertà artistica e reso protagonisti dei testi il governo e lo sviluppo dello stato. L'oppressione è durata fino all'edizione del 1984, l'ultima prima della morte di Hoxha avvenuta nell'aprile del 1985.
Dall'edizione del 1985 il festival ha visto un profondo e alquanto brusco cambiamento nei testi di brani dei concorrenti, tra cui si possono ricordare le canzoni d'amore di Nertila Koka e Anita Bitri, quelle liberali di Parashqevi Simaku e Irma Libohova; inoltre, anche attraverso il FiK, il rock muove i primi passi nel paese delle due aquile.
Con la definitiva caduta del comunismo negli anni 1990 il festival si liberò completamente dalle catene della censura, permettendo ad esempio di parlare di diversi temi "scomodi" tra cui l'immigrazione e la libertà. Tra l'altro hanno iniziato le partecipazioni di artisti non albanesi, segnando così la fine del periodo di isolamento del paese. Anche le esibizioni hanno ottenuto maggiore libertà, diventando sempre più elaborate e stravaganti, e tra gli artisti che possiamo enumerare in questi termini troviamo Adelina Ismajli, Ledina Çelo e Bleona Qereti.
Nel 1998 Albërie Hadërgjonaj è diventata la prima cantante di origini kosovare a vincere il FiK con la ballata Mirësia dhe e vërteta (Divinità e verità), con diversi riferimenti alla situazione del Kosovo, allora dilaniato dalla guerra.
Fino al 1999 il Festivali è rimasto il maggior evento musicale in Albania, e la sua fama è continuata ad aumentare con l'introduzione di altre competizioni (sempre di carattere musicale) come il Top Fest e il Kënga Magjike, anche se il culmine della sua fama, a livello internazionale, è stato raggiunto nel 2003, con la vittoria di Anjeza Shahini e la prima partecipazione albanese all'Eurovision Song Contest 2004, ospitato da Istanbul: il debutto delle due aquile all'ESC si è concluso con un 7º posto in finale con la canzone The Image of You (traduzione dell'originale albanese Imhazhi yt).

## Eurovision Song Contest
Dopo il debutto del 2003 l'interesse internazionale nel Festivali i Këngës è aumentato di anno in anno, essendo diventato la selezione nazionale per l'Eurovision che decreta il rappresentante e la canzone da inviare nella città ospitante.
L'Albania, dal suo debutto, non ha ancora vinto nessuna edizione, tuttavia il suo risultato migliore è stato ottenuto dalla cantante kosovara Rona Nishliu, che con la sua Suus ha ottenuto un 5º posto all'Eurovision Song Contest 2012 di Baku.
Diverse canzoni partecipanti all'Eurovision sono state tradotte (anche parzialmente) dall'albanese all'inglese, con l'obiettivo di raggiungere un numero maggiore di ascoltatori.
Nel 2022 i rappresentanti per l'Eurovision Song Contest 2023, Albina & Familja Kelmendi, sono stati scelti tramite una votazione a parte tramite televoto. Nel 2023 anche la rappresentante per l'Eurovision Song Contest 2024, Besa Kokëdhima è stata scelta tramite televoto.  

## Albo d'oro
| Anno | Artista                                             | Titolo                     | All'Eurovision         |
| ---- | --------------------------------------------------- | -------------------------- | ---------------------- |
| 1962 | Vaçe Zela                                           | Fëmija i parë              | Nessuna partecipazione |
| 1963 | Nikoleta Shoshi                                     | Flakë e borë               | Nessuna partecipazione |
| 1964 | Vaçe Zela                                           | Dritaren kërkoj            | Nessuna partecipazione |
| 1965 | Tonin Tërshana                                      | Të dua o det               | Nessuna partecipazione |
| 1966 | Vaçe Zela                                           | Shqiponja e lirë           | Nessuna partecipazione |
| 1967 | Vaçe Zela                                           | Këngë për Shkurte Vatën    | Nessuna partecipazione |
| 1968 | Vaçe Zela                                           | Mësuesit hero              | Nessuna partecipazione |
| 1969 | David Tukiçi                                        | Dhuratë për ditëlindje     | Nessuna partecipazione |
| 1970 | Vaçe Zela                                           | Mesnatë                    | Nessuna partecipazione |
| 1970 | Gaqo Çako                                           | Shtëpia ku lindi partia    | Nessuna partecipazione |
| 1971 | Sherif Merdani                                      | Kënga e nënës              | Nessuna partecipazione |
| 1972 | Tonin Tërshana                                      | Erdhi pranvera             | Nessuna partecipazione |
| 1973 | Vaçe Zela                                           | Gjurmët e arta             | Nessuna partecipazione |
| 1974 | Alida Hisku                                         | Vajzat e fshatit tim       | Nessuna partecipazione |
| 1975 | Alida Hisku                                         | Buka e duarve tona         | Nessuna partecipazione |
| 1976 | Vaçe Zela                                           | Nënë moj do pres gërshetin | Nessuna partecipazione |
| 1977 | Vaçe Zela                                           | Gonxhe në pemën e lirisë   | Nessuna partecipazione |
| 1978 | Gaqo Çako                                           | Këputa një gjethe dafine   | Nessuna partecipazione |
| 1979 | Zeliha Sina & Liljana Kondakçi                      | Festë ka sot Shqipëria     | Nessuna partecipazione |
| 1980 | Vaçe Zela                                           | Shoqet tona ilegale        | Nessuna partecipazione |
| 1981 | Ema Qazimi                                          | Krenari e brezave          | Nessuna partecipazione |
| 1982 | Mariana Grabovari                                   | Një djep në barrikadë      | Nessuna partecipazione |
| 1983 | Tonin Tërshana                                      | Vajzë moj, lule moj        | Nessuna partecipazione |
| 1984 | Gëzim Çela & Nertilia Koka                          | Çel si gonxhe dashuria     | Nessuna partecipazione |
| 1985 | Parashqevi Simaku                                   | Në moshën e rinisë         | Nessuna partecipazione |
| 1986 | Nertila Koka                                        | Dy gëzime në një ditë      | Nessuna partecipazione |
| 1987 | Irma & Eranda Libohova                              | Nuk e harroj               | Nessuna partecipazione |
| 1988 | Parashqevi Simaku                                   | E duam lumturinë           | Nessuna partecipazione |
| 1989 | Frederik & Julia Ndoci & Manjola Nallbani           | Toka e diellit             | Nessuna partecipazione |
| 1990 | Anita Bitri                                         | Askush s'do ta besojë      | Nessuna partecipazione |
| 1991 | Ardit Gjebrea                                       | Jon                        | Nessuna partecipazione |
| 1992 | Aleksandër Gjoka, Manjola Nallbani & Viktor Tahiraj | Pesha e fatit              | Nessuna partecipazione |
| 1993 | Manjola Nallbani                                    | Kur e humba një dashuri    | Nessuna partecipazione |
| 1994 | Mira Konçi                                          | Të sotmen jeto             | Nessuna partecipazione |
| 1995 | Ardit Gjebrea                                       | Eja                        | Nessuna partecipazione |
| 1996 | Elsa Lila                                           | Pyes lotin                 | Nessuna partecipazione |
| 1997 | Elsa Lila                                           | Larg urrejtjes             | Nessuna partecipazione |
| 1998 | Albërie Hadërgjonaj                                 | Mirësia dhe e vërteta      | Nessuna partecipazione |
| 1999 | Aurela Gaçe                                         | S'jam tribu                | Nessuna partecipazione |
| 2000 | Rovena Dilo                                         | Ante i tokës sime          | Nessuna partecipazione |
| 2001 | Aurela Gaçe                                         | Jetoj                      | Nessuna partecipazione |
| 2002 | Mira Konçi                                          | Brënda vetes më merr       | Nessuna partecipazione |
| 2003 | Anjeza Shahini                                      | Imazhi yt                  | 7º                     |
| 2004 | Ledina Çelo                                         | Nesër shkoj                | 16º                    |
| 2005 | Luiz Ejlli                                          | Zjarr e ftohtë             | SF 14º                 |
| 2006 | Frederik & Aida Ndoci                               | Balada e gurit             | SF 17º                 |
| 2007 | Olta Boka                                           | Zemrën e lamë peng         | 17º                    |
| 2008 | Kejsi Tola                                          | Më merr në ëndërr          | 17º                    |
| 2009 | Juliana Pasha                                       | Nuk mundem pa ty           | 16º                    |
| 2010 | Aurela Gaçe                                         | Kënga ime                  | SF 14º                 |
| 2011 | Rona Nishliu                                        | Suus                       | 5º                     |
| 2012 | Adrian Lulgjuraj & Bledar Sejko                     | Identitet                  | SF 15º                 |
| 2013 | Hersi Matmuja                                       | Zemërimi i një nate        | SF 15º                 |
| 2014 | Elhaida Dani                                        | Diell                      | 17º                    |
| 2015 | Eneda Tarifa                                        | Përrallë                   | SF 16º                 |
| 2016 | Lindita                                             | Botë                       | SF 14º                 |
| 2017 | Eugent Bushpepa                                     | Mall                       | 11º                    |
| 2018 | Jonida Maliqi                                       | Ktheju tokës               | 17º                    |
| 2019 | Arilena Ara                                         | Shaj                       | Edizione cancellata    |
| 2020 | Anxhela Peristeri                                   | Karma                      | 21°                    |
| 2021 | Ronela Hajati                                       | Sekret                     | SF 12º                 |
| 2022 | Elsa Lila                                           | Evita                      | Non designata          |
| 2023 | Mal Retkoceri                                       | Çmendur                    | Non designata          |
| 2024 | Shkodra Elektronike                                 | Zjerm                      | 8°                     |